# オズワルド・アルシア
- オズワルド・アーシア
- オズワルド・アルシーア

オズワルド・セレスティーノ・アルシア（Oswaldo Celestino Arcia, 1991年5月9日 - ）は、ベネズエラのアンソアテギ州アナコ出身のプロ野球選手（外野手）。右投左打。メキシカンリーグのチャロス・デ・ハリスコ所属。
3歳年下の弟のオーランド・アルシアもプロ野球選手。

## 経歴

### プロ入りとツインズ時代

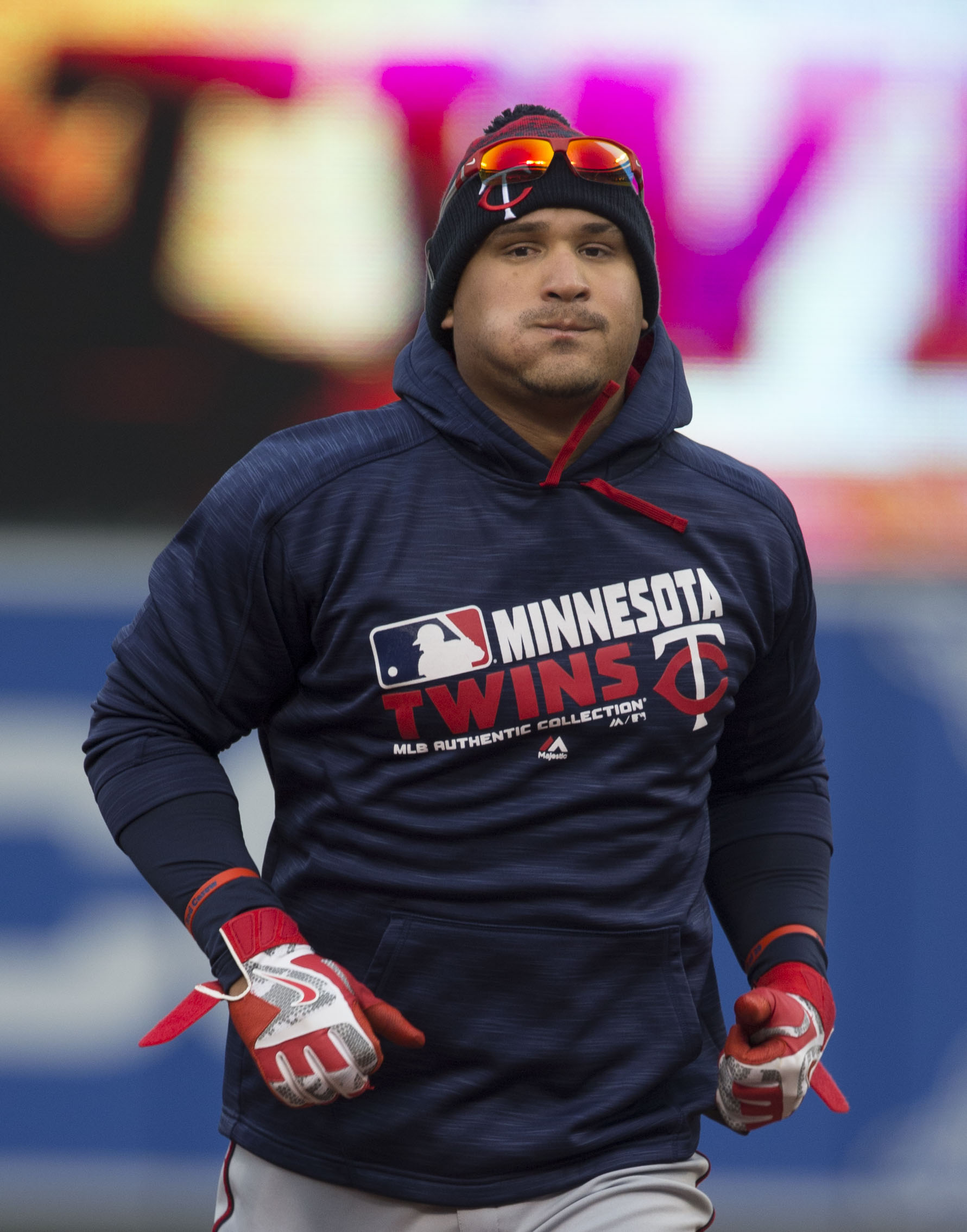
ミネソタ・ツインズ時代
(2016年4月6日)

2007年7月4日にミネソタ・ツインズと契約。
2008年ルーキー級ドミニカン・サマーリーグ・ツインズで61試合に出場し、打率.293・4本塁打・36打点・8盗塁だった。
2009年はルーキー級ガルフ・コーストリーグ・ツインズで44試合に出場し、打率.275・5本塁打・24打点・8盗塁だった。
2010年はアパラチアンリーグのルーキー級エリザベストン・ツインズで64試合に出場し、打率.375・14本塁打・51打点・4盗塁だった。
2011年はA級ベロイト・スナッパーズで20試合に出場し、打率.352・5本塁打・18打点・2盗塁だった。6月からルーキー級ガルフ・コーストリーグでプレーし、6月26日にA+級フォートマイヤーズ・ミラクルへ昇格。A+級フォートマイヤーズでは59試合に出場し、打率.263・8本塁打・32打点・1盗塁だった。オフの11月18日にツインズとメジャー契約を結び、40人枠入りした。
2012年3月15日にA+級フォートマイヤーズへ異動。A+級フォートマイヤーズでは55試合に出場し、打率.309・7本塁打・31打点・1盗塁だった。6月にAA級ニューブリテン・ロックキャッツへ昇格。69試合に出場し、打率.328・10本塁打・67打点・3盗塁だった。
2013年3月16日にAAA級ロチェスター・レッドウイングスへ配属され、そのまま開幕を迎えた。AAA級ロチェスターでは9試合に出場し、打率.414・3本塁打・8打点と結果を残し、4月15日にメジャーへ昇格。同日のロサンゼルス・エンゼルス・オブ・アナハイム戦でメジャーデビュー。7番・左翼手で先発起用され、3打数1安打だった。試合後に外野手のウィルキン・ラミレスが産休リストから復帰したため、AAA級へ降格した。4月17日にダリン・マストロアーニが故障で離脱したため、メジャーへ再昇格。再昇格後は29試合に出場していたが、5月24日にAAA級ロチェスターへ降格した。6月10日に外野手のアーロン・ヒックスが故障者リスト入りしたため、メジャーへ再昇格した。昇格後は主に左翼手として先発起用されていたが、7月14日にAAA級ロチェスターへ降格。8月1日に再昇格した。この年は97試合に出場し、打率.251、14本塁打、43打点、1盗塁だった。
2014年2月28日にツインズと1年契約に合意し、開幕ロースター入りした。開幕後は右翼手として先発起用されていたが、4月9日に右手首の故障で15日間の故障者リスト入りした。5月14日に故障者リストから外れたが、AAA級ロチェスターへ降格した。5月25日に再昇格した。103試合に出場し、打率.231、20本塁打、57打点という成績を残した。
2015年は出番が大幅に減少して、19試合の出場に留まった。
2016年6月17日にDFAとなった。

### レイズ時代
2016年6月24日に後日発表選手とのトレードで、タンパベイ・レイズへ移籍した。8月19日にDFAとなった。

### マーリンズ時代
2016年8月23日にウェイバーでマイアミ・マーリンズへ移籍したが、25日にジェフ・フランコーアの加入に伴ってDFAとなった。

### パドレス時代
2016年8月27日にウェイバーでサンディエゴ・パドレスへ移籍した。この年は4球団合計で69試合に出場して打率.203、8本塁打、23打点、1盗塁の成績を残した。オフの11月18日にDFAとなり、21日に自由契約となった。

### ダイヤモンドバックス傘下時代
2016年12月20日にアリゾナ・ダイヤモンドバックスとマイナー契約を結び、2017年のスプリングトレーニングに招待選手として参加することになった。この年はAAA級リノ・エーシズで93試合に出場して、打率.326、24本塁打、87打点を記録した。

### 日本ハム時代
2017年12月15日に北海道日本ハムファイターズが獲得を発表した。1年契約で年俸は1億3000万円（推定）。
2018年は左の大砲として89試合に出場したが、14本塁打、43打点と年俸に見合った活躍ができず、クライマックスシリーズ第1ステージ敗退後に帰国。11月7日、球団が翌年の契約を結ばずに退団が決定したことを発表した。

### メキシカンリーグ時代
2019年3月21日にメキシカンリーグのメキシコシティ・レッドデビルズと契約。14試合に出場後、5月3日にトレードでオアハカ・ウォーリアーズに移籍したが、7月16日に自由契約となった。7月27日にタバスコ・キャトルメンと契約したが、17試合の出場で打率.170に終わり、8月13日に自由契約となった。
2020年と2021年は秋まではいずれのチームにも所属せず、オフはベネズエラのウィンターリーグに参加した。

### 独立リーグ時代
2022年2月24日に北米独立リーグ・アメリカン・アソシエーションのクリーバーン・レイルローダーズと契約した。しかし、出場機会のないまま退団した。

### メキシカンリーグ時代
2023年はメキシカンリーグのアグアスカリエンテス・レイルロードメンと契約したが、5月30日に自由契約となった。6月1日にグアダラハラ・マリアッチスと契約した。
オフの球団の解散に伴い、2024年にはチャロス・デ・ハリスコに移籍した。

## プレースタイル
13歳の頃から注目されていた逸材であった。
最大の特徴は長打力で、2013年にメジャーデビューしてから2シーズン、いずれも100試合前後の出場数で二桁本塁打を放っている。
日本ハム移籍前までは左翼と右翼の両方を守っていたが、日本ハムでは専ら左翼を守っていた。

## 詳細情報

### 年度別打撃成績
| 年 度    | 球 団    | 試 合 | 打 席 | 打 数 | 得 点 | 安 打 | 二 塁 打 | 三 塁 打 | 本 塁 打 | 塁 打 | 打 点 | 盗 塁 | 盗 塁 死 | 犠 打 | 犠 飛 | 四 球 | 敬 遠 | 死 球 | 三 振 | 併 殺 打 | 打 率 | 出 塁 率 | 長 打 率 | O P S |
| -------- | -------- | ----- | ----- | ----- | ----- | ----- | -------- | -------- | -------- | ----- | ----- | ----- | -------- | ----- | ----- | ----- | ----- | ----- | ----- | -------- | ----- | -------- | -------- | ----- |
| 2013     | MIN      | 97    | 378   | 351   | 34    | 88    | 17       | 2        | 14       | 151   | 43    | 1     | 2        | 0     | 0     | 23    | 0     | 4     | 117   | 4        | .251  | .304     | .430     | .734  |
| 2014     | MIN      | 103   | 410   | 372   | 46    | 86    | 16       | 3        | 20       | 168   | 57    | 1     | 2        | 0     | 1     | 31    | 4     | 6     | 127   | 6        | .231  | .300     | .452     | .752  |
| 2015     | MIN      | 19    | 65    | 58    | 6     | 16    | 0        | 0        | 2        | 22    | 8     | 0     | 0        | 0     | 1     | 4     | 4     | 2     | 15    | 2        | .276  | .338     | .379     | .718  |
| 2016     | MIN      | 32    | 114   | 103   | 8     | 22    | 4        | 0        | 4        | 38    | 12    | 0     | 0        | 0     | 0     | 10    | 0     | 1     | 46    | 1        | .214  | .289     | .369     | .658  |
| 2016     | TB       | 21    | 61    | 54    | 7     | 14    | 2        | 1        | 2        | 24    | 7     | 1     | 1        | 0     | 1     | 6     | 0     | 0     | 19    | 0        | .259  | .328     | .444     | .772  |
| 2016     | MIA      | 2     | 2     | 2     | 0     | 0     | 0        | 0        | 0        | 0     | 0     | 0     | 0        | 0     | 0     | 0     | 0     | 0     | 1     | 0        | .000  | .000     | .000     | .000  |
| 2016     | SD       | 14    | 45    | 43    | 2     | 5     | 1        | 0        | 2        | 12    | 4     | 0     | 0        | 0     | 0     | 2     | 0     | 0     | 14    | 0        | .116  | .156     | .279     | .435  |
| '16計    | SD       | 69    | 222   | 202   | 17    | 41    | 7        | 1        | 8        | 74    | 23    | 1     | 1        | 0     | 1     | 18    | 0     | 1     | 80    | 1        | .203  | .270     | .366     | .637  |
| 2018     | 日本ハム | 89    | 324   | 284   | 30    | 63    | 10       | 0        | 14       | 115   | 43    | 0     | 2        | 0     | 1     | 30    | 0     | 9     | 92    | 6        | .222  | .315     | .405     | .720  |
| MLB：4年 | MLB：4年 | 288   | 1075  | 983   | 103   | 231   | 40       | 6        | 44       | 415   | 131   | 3     | 5        | 0     | 3     | 76    | 8     | 13    | 339   | 13       | .235  | .298     | .422     | .720  |
| NPB：1年 | NPB：1年 | 89    | 324   | 284   | 30    | 63    | 10       | 0        | 14       | 115   | 43    | 0     | 2        | 0     | 1     | 30    | 0     | 9     | 92    | 6        | .222  | .315     | .405     | .720  |

- 2019年度シーズン終了時

### 年度別守備成績
| 年 度 | 球 団    | 左翼（LF） | 左翼（LF） | 左翼（LF） | 左翼（LF） | 左翼（LF） | 左翼（LF） | 右翼（RF） | 右翼（RF） | 右翼（RF） | 右翼（RF） | 右翼（RF） | 右翼（RF） | 外野  | 外野  | 外野  | 外野  | 外野  | 外野     |
| 年 度 | 球 団    | 試 合      | 刺 殺      | 補 殺      | 失 策      | 併 殺      | 守 備 率   | 試 合      | 刺 殺      | 補 殺      | 失 策      | 併 殺      | 守 備 率   | 試 合 | 刺 殺 | 補 殺 | 失 策 | 併 殺 | 守 備 率 |
| ----- | -------- | ---------- | ---------- | ---------- | ---------- | ---------- | ---------- | ---------- | ---------- | ---------- | ---------- | ---------- | ---------- | ----- | ----- | ----- | ----- | ----- | -------- |
| 2013  | MIN      | 56         | 113        | 3          | 1          | 2          | .991       | 29         | 54         | 2          | 1          | 0          | .982       | -     | -     | -     | -     | -     | -        |
| 2014  | MIN      | -          | -          | -          | -          | -          | -          | 100        | 191        | 8          | 5          | 0          | .975       | -     | -     | -     | -     | -     | -        |
| 2015  | MIN      | 15         | 28         | 0          | 1          | 0          | .966       | 4          | 9          | 0          | 0          | 0          | 1.000      | -     | -     | -     | -     | -     | -        |
| 2016  | MIN      | 16         | 19         | 2          | 1          | 0          | .955       | 15         | 31         | 0          | 1          | 0          | .969       | -     | -     | -     | -     | -     | -        |
| 2016  | TB       | 3          | 3          | 0          | 0          | 0          | 1.000      | 13         | 26         | 1          | 0          | 0          | 1.000      | -     | -     | -     | -     | -     | -        |
| 2016  | SD       | -          | -          | -          | -          | -          | -          | 13         | 26         | 1          | 0          | 0          | 1.000      | -     | -     | -     | -     | -     | -        |
| '16計 | SD       | 19         | 22         | 2          | 1          | 0          | .960       | 39         | 83         | 1          | 1          | 0          | .988       | -     | -     | -     | -     | -     | -        |
| 2018  | 日本ハム | -          | -          | -          | -          | -          | -          | -          | -          | -          | -          | -          | -          | 11    | 27    | 1     | 0     | 0     | 1.000    |
| MLB   | MLB      | 90         | 163        | 5          | 3          | 2          | .982       | 172        | 337        | 11         | 7          | 0          | .980       |       |       |       |       |       |          |
| NPB   | NPB      | -          | -          | -          | -          | -          | -          | -          | -          | -          | -          | -          | -          | 11    | 27    | 1     | 0     | 0     | 1.000    |

- 2019年度シーズン終了時

### 記録
NPB初記録
- 初出場・初先発出場：2018年3月30日、対埼玉西武ライオンズ1回戦（札幌ドーム）、6番・指名打者で先発出場
- 初打席：同上、2回裏に菊池雄星から左飛
- 初安打・初打点：2018年3月31日、対埼玉西武ライオンズ2回戦（札幌ドーム）、8回裏に平井克典から右前適時打
- 初本塁打：2018年4月17日、対埼玉西武ライオンズ4回戦（東京ドーム）、4回表に十亀剣から右越ソロ

### 背番号
- 31（2013年 - 2016年途中）
- 9  （2016年途中 - 同年途中）
- 15（2016年途中 - 同年途中）
- 34（2016年途中 - 同年終了）
- 4  （2018年）